# Полистрат (македонский воин)
Полистрат (др.-греч. Πολύστράτος; IV век до н. э.) — участник Восточного похода Александра Македонского.
Квинт Курций Руф и Плутарх упоминают Полистрата в контексте смерти Дария III. Согласно античным историкам, Полистрат первым нашёл умирающего персидского царя и когда тот попросил пить, принёс ему холодной воды из близлежащего источника. После того как Дарий III утолил жажду он взял руку Полистрата со словами: «То, что я не могу воздать благодарность за оказанное мне благодеяние, — вершина моего несчастья, но Александр вознаградит тебя, а Александра вознаградят боги за ту доброту, которую он проявил к моей матери, моей жене и моим детям. Передай ему мое рукопожатие».
Современные историки воспринимают свидетельства античных авторов в качестве выдумки. Однако они не исключают, что Полистрат мог быть македонским воином, который первым обнаружил тело убитого заговорщиками Дария III.